# Neblinichthys roraima
Neblinichthys roraima är en fiskart som beskrevs av Provenzano, Lasso och Ponte, 1995. Neblinichthys roraima ingår i släktet Neblinichthys och familjen Loricariidae. Inga underarter finns listade i Catalogue of Life.